# Caulino
Caulim ou caulino é um minério composto de silicatos hidratados de alumínio, como a caulinita e a haloisita, e apresenta características especiais que permitem sua utilização na fabricação de papel, cerâmica, tintas, etc.
Apresentam plasticidade e resistência mecânica, a seco. 
O mineral é formado pela  caulinita, em geral de cor branca ou quase branca, devido ao baixo teor de óxido de ferro. É um dos seis minerais mais abundantes da crosta terrestre e ocorre à profundidade até 10 metros. Funde-se a 1.800 °C (temperatura nominal).

## Etimologia ( Origem da palavra)
O termo caulim deriva da palavra Kauling («colina alta», em chinês), originário da colina de Jauchau Fu, ao norte da China, de onde o material tem sido obtido há décadas. 

## Usos
O caulim teve a sua utilização industrial na fabricação de artigos de porcelana iniciada há vários séculos. A partir de 1920 teve início a sua aplicação na industria de papel, seguida pelo uso na indústria da borracha. Mais recentemente, o caulim passou a ser utilizado na industrialização de plásticos, pesticidas, rações, produtos alimentícios, farmacêuticos, fertilizantes e outras variedades de aplicações industriais.
Na industria de papel é utilizado como material de enchimento (carga) e pode ser utilizado para adição ou substituição das argilas plásticas.
É um mineral formado por um grupo de silicatos hidratados de alumínio. Também podem ocorrer os minerais do grupo da caulinita: diquita, nacrita, folerita, anauxita, colirita e tuesita. O caulim sempre contém outras substâncias na forma de impurezas, desde traços até a faixa de 40–50% em volume, consistindo, de modo geral, de areia, quartzo, palhetas de mica, grãos de feldspato, óxidos de ferro e titânio, entre outros.

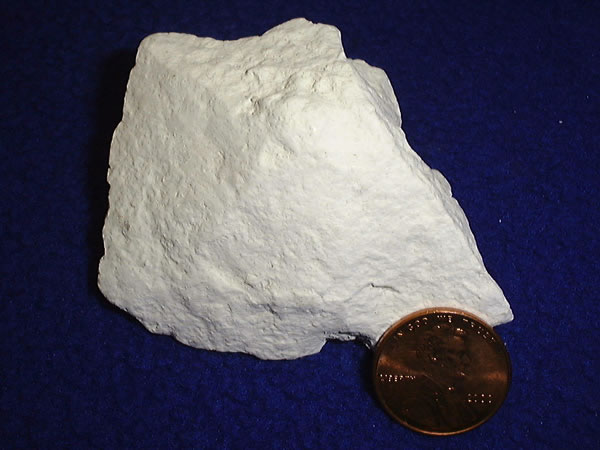
Caulino

A fórmula química dos minerais do grupo da caulinita é: Al2O3.mSiO2.nH2O, em que m varia de 1 a 3  e n de 2 a 4.

## Propriedades
- Desfloculação – é o ponto no qual o caulim (na forma de uma Porcelana) mais se aproxima de sua viscosidade mínima
- Granulometria – é mais fina que as dos demais tipos de argila (menos que 0,2 microns)
- Cristalinidade – apresenta lamelas hexagonais bem cristalizadas
- Massa volúmica – 2,6 g/cm³
- Ponto de Fusão – de 1.650 a 1.775ºC;
- Resistência mecânica – baixa em relação às outras argilas
- Plasticidade – menos plástico que as demais argilas;

## Aplicações
O caulim é um bem mineral que apresenta um vasto campo de aplicações industriais, em função de suas características tecnológicas, pois é: a) quimicamente inerte, b) macio e não abrasivo, c) branco ou quase branco (alvura), d) tem capacidade de cobertura quando usado como pigmento, e) reforçador para as aplicações de carga, f)apresenta baixa condutividade térmica e elétrica (DA LUZ & DAMASCENO 1987). 
Segundo DA LUZ et al. (2003) “A rigidez nas especificações dos caulins depende do uso a que se destinam. A indústria do papel, divide os caulins em duas categorias de granulometria: fino com 90% < 2 µm e grosso com 50% < 2 µm.
1) O tipo carga (filler) deve possuir as seguintes especificações:  
- caulinita > 90%, teor de Fe2O3 e TiO2 < 1%
- baixo teor de quartzo (1-2%);
- grau de alvura > 80%,
- tamanho das partículas com 50 a 70% > 2mm

2) O tipo cobertura (coating) deve possuir as seguintes especificações:  
- caulinita entre 90%, e 100%, teor de Fe2O3(0,5 -1,8%) e TiO2(0,4 – 1,6%)
- ausência de quartzo
- grau de alvura > 85%,
- tamanho das partículas de 80 a 100% < 2mm
- viscosidade de Brookfield < 500 mPa.s.

A reciclagem do papel necessita também de uma nova aplicação desses tipos de caulim para sua segunda vida (HARBEN, 1995). Para as aplicações em cerâmica são requeridas: plasticidade, cor, ponto de vitrificação (PCE), retração linear e resistência mecânica à deformação. O caulim cerâmico deve possuir um teor de caulinta entre 75 e 85% e não ter minerais que afetem a cor de queima, como o Fe2O3, cujo teor deve ser menor que 0,9%, de modo que a cor de alvura, após a queima, esteja na faixa de 85-92% (DA LUZ et. al 2003). 
Para a indústria de cimento as especificações são menos rígidas, sendo a composição química importante. (DA LUZ & DAMASCENO 1993). O Caulim faz parte também da constituição do cimento Portland branco. Em medicina, é usado como absorvente de toxinas do aparelho digestivo e como base para muitos desinfetantes. Na fabricação de borracha de alta qualidade, para a confecção de luvas para fins médicos.
É usado também: 
- na fabricação de  cosméticos sabões, pós dentifrícios e certos plásticos;
- como carga de gesso para parede,  revestimento de linóleos e oleados;
- na preparação de tintas e pigmentos à base de anilina;
- como veículo inerte para inseticidas, abrasivos suaves, endurecedor na indústria têxtil. Substâncias inertes, como barita e talco, podem ser substituídas pelo caulim, em muitos casos. No futuro o caulim poderá ser empregado, em escala comercial, como fonte de alumina, na produção de alumínio metálico.

## Ocorrências
As estatísticas internacionais sobre caulim são bastante imprecisas e incompletas, denunciando um mercado produtor muito concentrado e competitivo, que reluta em divulgar informações. Seis países, Estados Unidos, Comunidade dos Estados Independentes, Coreia do Sul, República Tcheca, Brasil e Reino Unido, são responsáveis por 61,8% do total produzido, todos mantendo produções anuais acima de 2 milhões de toneladas.
Outros produtores, com importância regional, são Alemanha, México, Turquia e Ucrânia, entre outros. Das reservas brasileiras classificadas como medidas e indicadas, 97% encontram-se na região norte do país, nos estados do Pará, Amapá e Amazonas, porém há ocorrência de caulim em todos os Estados da União. 

### Descrição das Ocorrências
Ocorre sob a forma de alteração de feldspatos, feldspatóides e outros silicatos, durante o intemperismo químico e também hidrotermal em rochas cristalinas (caulim primário). Pode formar-se também por processos diagenéticos em bacias sedimentares. Portanto pode ser formado às expensas de muitos minerais e rochas e em quantidades consideráveis (caulim secundário). 